# Планета мајмуна: Почетак
Планета мајмуна: Почетак (енгл. Rise of the Planet of the Apes) је амерички научнофантастични филм из 2011. године, режисера Руперта Вајата са Џејмсом Франком, Фридом Пинто и Ендијем Серкисом у главним улогама.
Прати га наставак Планета мајмуна: Револуција.

## Радња
Предани научник (Џејмс Франко) истражује лек за Алцхајмерову болест, експериментишући на мајмунима у лабораторији. Један од њих, Цезар, нагло почиње да мутира. Како би га спасио од колега који сматрају да га треба елиминисати, научник изводи Цезара из лабораторије и води га кући. Цезар проводи време са њим и његовом девојком (Фрида Пинто), као са породицом. Када одрасте, они су принуђени да га одведу у прихватилиште. Цезар одједном више није део породице – он је само мајмун према коме се лоше понашају. Али, да ли је само то? Или је спреман да покрене револуцију? „Планета мајмуна: Успон“ открива почетак приче о „Планети мајмуна“ и настанак интелигентне врсте која је са људима започела борбу за превласт на Земљи.

## Улоге
- Џејмс Франко - Вил Родман
- Енди Серкис - Цезар
- Џон Литгоу - Чарлс Родман
- Фрида Пинто - Каролајн
- Том Фелтон - Доџ Ландон
- Дејвид Ојелово - Стивен Џејкобс
- Брајан Кокс - Џон Ландон
- Чела Хорсдал - Ирена
- Тајлер Лабин - Роберт Френклин
- Дејвид Хјулет - Хунсикер
- Џејми Харис - Родни
- Ричард Ридингс - Бак
- Кристофер Гордон - Коба
- Карин Конвал - Морис